# Lično (Bačalky)
Lično (německy Litschno) je část obce Bačalky v okrese Jičín. Nachází se na východě Bačalek.
Lično leží v katastrálním území Lično u Milkovic o rozloze 3,03 km2.

## Historie
První písemná zmínka o vesnici pochází z roku 1372.
V letech 1869–1930 byla samostatnou obcí, v roce 1950 a od 1. ledna 1994 se vesnice stala součástí obce Bačalky a v letech 1961–1993 součástí obce Milkovice.

## Obyvatelstvo
| Rok            | 1869 | 1880 | 1890 | 1900 | 1910 | 1921 | 1930 | 1950 | 1961 | 1970 | 1980 | 1991 | 2001 | 2011 | 2021 |
| -------------- | ---- | ---- | ---- | ---- | ---- | ---- | ---- | ---- | ---- | ---- | ---- | ---- | ---- | ---- | ---- |
| Počet obyvatel | 228  | 211  | 228  | 216  | 205  | 246  | 213  | 120  | 109  | 84   | 48   | 29   | 29   | 23   | 35   |
| Počet domů     | 35   | 35   | 34   | 38   | 36   | 42   | 45   | 41   | 34   | 32   | 24   | 33   | 34   | 35   | 31   |